# London Lions
London Lions – angielski klub żużlowy z siedzibą w Londynie, w dzielnicy Hackney. Klub powstał w 1996 roku i funkcjonował tylko przez jeden sezon. Kontynuatorzy tradycji – Hackney Hawks i Hackney Kestrels. 
Menedżerem drużyny był były reprezentant Anglii i zawodnik „Hawks” Colin Pratt. Klub ukończył rozgrywki ligowe na 9. miejscu, zdobywając 51 punktów. Na 36 spotkań w 20 zwyciężył i poniósł 16 porażek.

## Skład
- Leigh Adams
- Josh Larsen
- Paul Hurry
- Alan Mogridge
- Kelvin Tatum
- John Wainwright
- David Mason
- Neville Tatum
- Jan O. Pedersen